# Glomeromycota
Glomeromycota (také AM houby) je oddělení hub, které dříve bylo součástí oddělení spájivých hub. Známe asi 200 druhů v jediné současné třídě (Glomeromycetes).
Glomeromycota jsou známí především jako houby, které tvoří s mnoha rostlinami tzv. arbuskulární mykorhizu, oboustranně výhodný symbiotický svazek, při němž houba poskytuje vodu a minerály a rostlina dodává organické látky. Výjimku tvoří ještě druh Geosiphon pyriformis, který tvoří podobný symbiotický svazek, ale se sinicí rodu Nostoc.